# Lamprosema distincta
Lamprosema distincta là một loài bướm đêm trong họ Crambidae.